# Stairway to Fairyland
Stairway to Fairyland debitanski je studijski album njemačkog power metal sastava Freedom Call. Album je objavljen 31. svibnja 1999. godine, a objavila ga je diskografska kuća Steamhammer.

## Popis pjesama
| 1.    | »Over the Rainbow«  | 5:51 |
| 2.    | »Tears Falling«     | 5:37 |
| 3.    | »Fairyland«         | 5:28 |
| 4.    | »Shine On«          | 5:42 |
| 5.    | »We Are One«        | 4:54 |
| 6.    | »Hymn to the Brave« | 3:59 |
| 7.    | »Tears of Taragon«  | 6:54 |
| 8.    | »Graceland«         | 5:34 |
| 9.    | »Holy Knight«       | 5:00 |
| 10.   | »Another Day«       | 5:51 |
| 54:50 |                     |      |

## Zasluge
Freedom Call
- Chris Bay – vokali, gitara, klavijature, zborski vokali, produkcija
- Sascha Gerstner – gitara, zborski vokali
- Ilker Ersin – bas-gitara, zborski vokali
- Dan Zimmermann – bubnjevi, zborski vokali, produkcija

Dodatni glazbenici
- Miro – dodatne klavijature
- Rolf Köhler – zborski vokali
- Olaf Senkbeil – zborski vokali

Ostalo osoblje
- Paul Raymond Gregory – omot albuma
- Karsten Koch – fotografija
- Charlie Bauerfeind – produkcija, inženjer zvuka, miksanje, mastering